# Witold Walczewski
Witold Walczewski (ur. 1 czerwca 1932 w Cuplu) – polski działacz partyjny i państwowy, ekonomista, od 1980 do 1981 podsekretarz stanu w Urzędzie Rady Ministrów.

## Życiorys
Syn Stefana i Leokadii. Od 1948 do 1951 działacz Związku Młodzieży Polskiej. Ukończył XXI Liceum Ogólnokształcące im. Hugona Kołłątaja w Warszawie (1951) i Leningradzki Instytut Finansowo-Ekonomiczny (1955). Od 1955 należał do Polskiej Zjednoczonej Partii Robotniczej; pełnił m.in. funkcję członka komitetu Dzielnicowego Warszawa-Śródmieście i I sekretarza POP w Ministerstwie Przemysłu Maszynowego.
Od 1955 do 1957 pracował w Ministerstwie Hutnictwa, następnie do 1967 w Ministerstwa Przemysłu Ciężkiego, gdzie doszedł do fotela wicedyrektora Departamentu Współpracy Gospodarczej z Zagranicą. Następnie zajmował analogiczne stanowisko w Ministerstwie Przemysłu Maszynowego, po czym do 1975 kierował gabinetem ministra oraz Departamentem Koordynacji i Nadzoru. W latach 1975–1980 naczelny dyrektor Zjednoczenia Przemysłu Precyzyjnego „Prema”. Od 15 marca 1980 do 7 kwietnia 1981 pełnił funkcję podsekretarza stanu i szef Biura Koordynacji Przemysłu. W marcu 1981 usunięty z partii ze względu na wykrycie nadużywania stanowiska dla osobistych korzyści w toku kontroli NIK. W III RP zajmował się działalnością biznesową.